# Francis Crick
Francis Harry Compton Crick OM, FRS (Northampton, 8 de junho de 1916 — San Diego, 28 de julho de 2004) foi um biólogo molecular, biofísico e neurocientista britânico, mais conhecido por descobrir a estrutura da molécula de DNA, em 1953, com James Watson. Juntamente com Watson e Maurice Wilkins foi outorgado com o Nobel de Fisiologia ou Medicina de 1962, "por suas descobertas sobre a estrutura molecular dos ácidos nucleicos e seu significado para a transferência de informação em material vivo".
Crick foi um conhecido biólogo molecular teórico e desempenhou um papel crucial na investigação relacionada com a revelação do código genético. É também conhecido pelo uso do termo "dogma central" para resumir a ideia de que o fluxo de informação genética em células possui essencialmente um sentido único, a partir do DNA para o RNA à proteína.
Durante o restante de sua carreira, ele ocupou o cargo de professor investigador emérito do Instituto Salk para Estudos Biológicos em La Jolla, Califórnia. Sua pesquisa mais tarde centrou-se em neurobiologia teórica e tentou avançar o estudo científico da consciência humana. Ele permaneceu no cargo até sua morte, "estava editando um manuscrito em seu leito de morte, um cientista até o amargo fim", de acordo com Christof Koch.

## Biografia

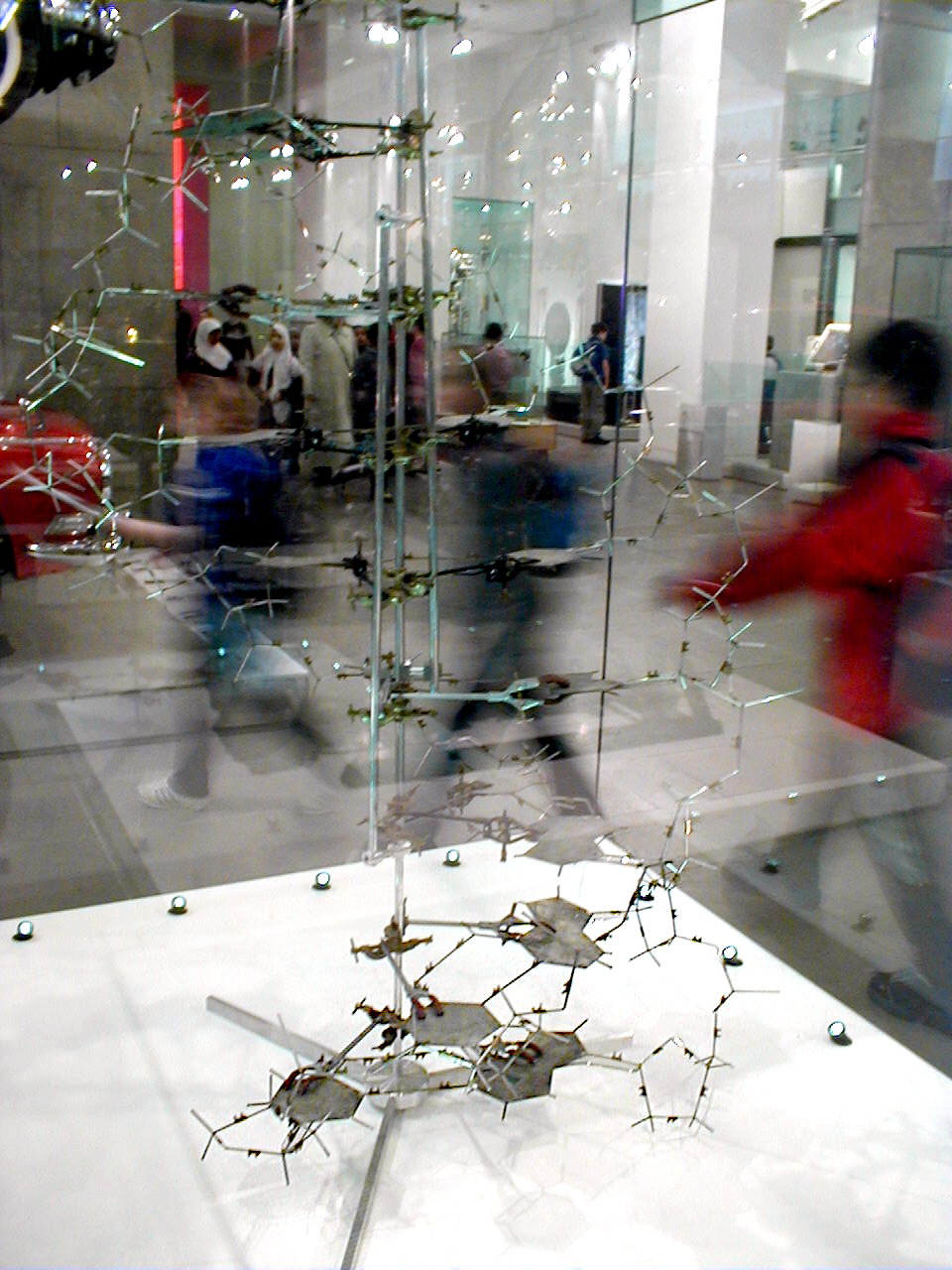
Modelo de DNA de Crick e Watson construído em 1953, foi reconstruído em 1973 e doado ao Museu de Ciências de Londres

Crick frequentou a Mill Hill School em Londres e graduou-se em Física pela University College London em 1937. Ele trabalhou intermitentemente para a Marinha Britânica e de 1940 a 1947 trabalhou para o Almirantado Britânico no radar, minas marítimas magnéticas e acústicas. A partir de 1947 estudou biologia e a partir de 1949 dedicou-se sem sucesso ao Medical Research Council (MRC Unit, posteriormente MRC Laboratory of Molecular Biology) liderado por William Lawrence Bragg no Cavendish Laboratory da Universidade de Cambridge para seu doutorado. Lá ele estava trabalhando na análise cristalográfica de raios-X da molécula de hemoglobina quando o bioquímico americano James Watson se juntou a ele em 1951 e ambos começaram a decodificar a estrutura do DNA – na forma da dupla hélice do DNA. Este modelo, que eles publicaram no artigo Molecular Structure of Nucleic Acids: A Structure for Deoxyribose Nucleic Acid na revista Nature em 25 de abril, simultaneamente e na mesma edição com o trabalho de Rosalind Franklin e Maurice Wilkins apresentado, que continha os fundamentos cristalográficos de raios-X da estrutura do DNA, alcançou fama mundial e ainda é válido hoje.
Em 1953, Crick recebeu seu doutorado no Caius College.
Em 1955, Crick apresentou sua hipótese do adaptador, que afirma que uma estrutura até então desconhecida traz os aminoácidos ao seu local de destino e os liga corretamente (hoje sabemos que é o tRNA como uma molécula adaptadora). Em 1958 formulou o Dogma Central da Biologia Molecular.
Em 1959, Crick foi professor visitante na Universidade de Harvard e cientista visitante no Instituto Rockefeller de Medicina (atual Universidade Rockefeller) em Nova York. 1960/61 foi membro do Churchill College, Cambridge. Em 1961, junto com Sydney Brenner e outros, ele conseguiu provar a estrutura trigêmea do código genético (pelo que George Gamow deu o ímpeto para a investigação em uma carta a Crick), a atribuição exata do amino ácidos aos blocos de construção do código tripleto foi feito por Marshall Nirenberg, Heinrich Matthaei (experimento Poly-U) e outros de 1961 a 1966. Em 1962 tornou-se chefe do departamento de genética molecular do MRC Laboratory e foi co-diretor com Sydney Brenner a partir de 1963. Ao mesmo tempo, ele era um membro não residente do Salk Institute em La Jolla desde 1962 e mudou-se para lá permanentemente em 1975. Ele foi J. W. Kieckhefer Distinguished Professor lá de 1977 a 2004 e Presidente em 1994/95. Ele também foi professor de biologia, química e psicologia na Universidade da Califórnia, em San Diego. Ele morreu de câncer de cólon.
Em 1962, Crick, Wilkins e Watson receberam o Prêmio Nobel de Fisiologia ou Medicina por seu modelo espacial de DNA. Em 1960, Crick recebeu o Albert Lasker Award for Basic Medical Research, em 1961 o Prix Charles-Léopold Mayer, em 1962 um Gairdner Foundation International Award, em 1966 a Mendel Medal e em 1972 a Royal Medal of the Royal Society. Em 1962 foi eleito para a Academia Americana de Artes e Ciências, em 1969 membro da Leopoldina e da Academia Nacional de Ciências. A Sociedade Filosófica Americana, da qual era membro desde 1972, concedeu-lhe a Medalha Benjamin Franklin em 2001. Em 1978 tornou-se membro da Académie des sciences em Paris.
Crick era conhecido por ideias não convencionais em vários campos. Na década de 1970, Crick assumiu a hipótese da panspermia (panspermia dirigida). Mais tarde, ele se voltou para a neurociência e a teoria da consciência. Na velhice, Crick lançou um grande desafio no Salk Institute em La Jolla, Califórnia, tentando desvendar a natureza da mente e explicá-la por meio de uma teoria abrangente. Em 1990, ele postulou que havia chegado a hora de abordar cientificamente o mistério da mente humana. Seres humanos, “suas alegrias e tristezas, suas memórias, seus objetivos, seu senso de sua própria identidade e livre arbítrio – tudo isso é realmente apenas o comportamento de uma vasta coleção de neurônios e moléculas associadas”, disse ele em seu livro publicado em 1994 livro "O que a alma realmente é".
Watson, Wilkins e Crick foram posteriormente criticados por violar as regras da boa prática científica, já que sua publicação na Nature em 1953 foi baseada em imagens cristalográficas de raios-X e pesquisas inéditas de Rosalind Franklin no King's College, cujo impopular colega Maurice Wilkins as usou para Watson sem seu conhecimento tornado acessível. No final de sua publicação na Nature, Watson e Crick agradeceram sumariamente a Franklin e Wilkins por suas “contribuições” sem entrar em mais detalhes sobre as circunstâncias.
Crick simpatizava com a eugenia, expressando seus pontos de vista principalmente na comunicação pessoal. Ele era de opinião que, a longo prazo, a sociedade seria forçada a pensar no melhoramento (genético) para as gerações futuras. No presente, entretanto, ele via poucas perspectivas para isso devido às reservas religiosas generalizadas.
Crick dedicou a maior parte da sua vida à neurociência. Uma de suas linhas de pesquisa mais notáveis (e controversas) no campo foi uma proposta sobre a função biológica do sono REM, a chamada "Hipótese da Aprendizagem-Reversa". O seu último livro publicado foi "The Astonishing Hypothesis".
Morreu em 28 de Julho de 2004 de câncer, aos 88 anos, em San Diego, Califórnia. Seu corpo foi cremado. Em 11 de abril de 2013 sua medalha do Prêmio Nobel foi leiloada em Nova Iorque por 2,23 milhões de dólares.

## Livros
- Of Molecules and Men (Prometheus Books, 2004; edição original 1967) ISBN 1-59102-185-5
- Life Itself: Its Origin and Nature (Simon & Schuster, 1981) ISBN 0-671-25562-2
- What Mad Pursuit: A Personal View of Scientific Discovery (edição de reimpressão, 1990) ISBN 0-465-09138-5
- The Astonishing Hypothesis: The Scientific Search for the Soul (edição de reimpressão, 1995) ISBN 0-684-80158-2
- Georg Kreisel: algumas lembranças pessoais: Kreiseliana: About and Around Georg Kreisel (1996), pp. 25–32. ISBN 1-56881-061-X